# Live My Life
Live My Life – piosenka amerykańskiej grupy Far East Movement na swoim czwartym albumie "Dirty Bass". Zaśpiewali tę piosenkę z Justinem Bieberem. Singiel został wydany 28 lutego 2012. Utwór został wyprodukowany przez RedOne i De Paris.

## Teledysk
Teledysk został wydany 5 kwietnia 2012. Na singiel wybrano remix utworu z udziałem piosenkarza RedFoo z grupy LMFAO. W wideo nie pojawia się Justin Bieber. Teledysk został nakręcony w Amsterdamie.

## Wykres wydajności
| Wykres (2012)                              | Najlepsza pozycja |
| ------------------------------------------ | ----------------- |
| Australia (Top 50 Singles)                 | 14                |
| Austria (Ö3 Austria Top 40)                | 20                |
| Błąd przy wprowadzaniu danych Flanders Tip | 39                |
| Belgia (Wallonia) (Ultratip 50 Singles)    | 7                 |
| Canada (Canadian Hot 100)                  | 4                 |
| Czechy (Radio Top 100)                     | 2                 |
| Błąd przy wprowadzaniu danych Denmark      | 17                |
| Błąd przy wprowadzaniu danych Finland      | 15                |
| Błąd przy wprowadzaniu danych Germany      | 8                 |
| Holandia (Single Top 100)                  | 45                |
| Błąd przy wprowadzaniu danych New Zealand  | 15                |
| Błąd przy wprowadzaniu danych Norway       | 3                 |
| Błąd przy wprowadzaniu danych Sweden       | 13                |
| Wielka Brytania (Singles Top 100)          | 7                 |